# ブルース・グロベラー
ブルース・デイビッド・グロベラー（Bruce David GROBBELAAR, 1957年10月6日 - ）は南アフリカ共和国・ダーバン出身の元サッカー選手。元ジンバブエ代表。現役時代のポジションはゴールキーパー。
ジンバブエ史上最高のゴールキーパー。リヴァプールでは通算628試合に出場、310試合連続出場するなど、数々のタイトル獲得に貢献した。
1983-84シーズンのUEFAチャンピオンズカップ決勝、ASローマ戦でのPK戦では不思議な動きで相手キッカーのミスを誘い、優勝に貢献、その時のダンスは今でも有名で、2004-05シーズンのUEFAチャンピオンズリーグ決勝、ACミラン戦ではイェジー・ドゥデクがPK戦でその時のダンスを真似て相手のミスを誘い、優勝に貢献した。

## 指導者歴
- セブン・スターズ 1999
- サンダ・ロイヤル・ズールー 2001
- スーパースポート・ユナイテッドFC ?
- マニング・レンジャーズ 2004
- ブッシュ・バックス 2004-?